# Жан-Крістоф Камбаделіс
Жан-Крістоф Камбаделіс (фр. Jean-Christophe Cambadélis; нар. 14 серпня 1951, Нейї-сюр-Сен) — французький політик, перший секретар Соціалістичної партії (з 2014 року).
Отримав ступінь доктора соціології, науковий співробітник Паризького університету I. Політичну діяльність розпочав на початку 70-х років в рамках AJS, однієї з молодіжних комуністичних партій. Після розколу в студентській організації UNEF очолив її фракцію крайніх лівих, обіймав цю посаду до 1984 року. Незабаром він відмовився від комуністів, вступивши до Соціалістичної партії.
У 1988–1993 роках — член Національних зборів. З 1995 по 2001 він був віце-головою міської ради в Парижі. В той же час, у 1997 році, він повернувся до нижньої палати французького парламенту, щоб отримати переобрання на наступних виборах (2002, 2007, 2012).